# 崔熙墉
崔 熙墉（チェ・ヒヨン、朝: 최희용、英: Hi Yong Choi、1965年9月13日 - ）は、大韓民国の元プロボクサー。名の本来の漢字表記は「崔熙墉」であるが、日本語文献では「崔煕庸」も用いられている。元WBA世界ミニマム級王者。元WBA世界ライトフライ級王者。世界2階級制覇王者。

## 来歴
1987年7月18日、プロデビュー。
1988年4月10日、4戦目でOPBFミニマム級王座獲得。2度の防衛に成功。
1991年2月2日、10戦目で世界初挑戦。同じ韓国人のWBA世界ミニマム級王者金奉準に挑み、12回判定勝ち。世界王者となった。金とは10月26日の2度目の防衛戦でも対戦し、ここでも12回判定勝ちを収めた。その後、防衛回数を4に伸ばした。
1992年10月14日、5度目の防衛戦（初の韓国外での試合）。東京・両国国技館で大橋秀行と対戦し、12回判定負けで王座から陥落した。その後、1年余りリングから遠ざかる。
1995年2月4日、世界再挑戦。WBA世界ライトフライ級王者レオ・ガメス（ベネズエラ）に挑み、12回判定勝ちで2階級制覇を達成した。9月5日には大阪・大阪府立体育会館で山口圭司を相手に初防衛戦を行い、12回判定勝ちを収めた。
1996年1月13日、2度目の防衛戦。アメリカでカルロス・ムリーリョ（パナマ）と対戦したが、12回判定負けで王座陥落。この試合を最後に引退した。

## 獲得タイトル
- 第2代OPBF東洋太平洋ミニマム級王座（防衛2=返上）
- WBA世界ミニマム級王座（防衛4）
- WBA世界ライトフライ級王座（防衛1）